# Confrontos em Monróvia em 1998
Os confrontos em Monróvia em 1998 foram o resultado das tentativas do presidente da Libéria, Charles Ghankay Taylor, de eliminar violentamente um dos seus últimos adversários políticos domésticos, Roosevelt Johnson, um antigo senhor da guerra da etnia Krahn. Na época, Johnson ainda vivia com uma pequena e leal milícia em Monróvia, a capital da Libéria. Após algumas pequenas altercações armadas, quase todos os partidários de Johnson foram finalmente mortos pelas forças de segurança de Ghankay Taylor durante um grande combate em setembro de 1998, entretanto o próprio Johnson conseguiu fugir para a embaixada dos Estados Unidos. Depois de uma última tentativa dos paramilitares de Ghankay Taylor de matá-lo ali, causando um grande incidente diplomático, Johnson foi evacuado para o Gana. Embora os confrontos resultassem efetivamente numa vitória política para Ghankay Taylor, já que ele removeu Johnson da Libéria, os assassinatos em massa do povo krahn após os confrontos contribuíram para o início da Segunda Guerra Civil da Libéria, na qual o presidente seria deposto.

## Antecedentes
Depois de ser eleito em 1997, o presidente Charles Ghankay Taylor fortaleceu seu poder sobre a Libéria, principalmente por expurgar os adversários nas forças de segurança, assassinar figuras da oposição e criar novas unidades paramilitares leais apenas a ele ou a seus oficiais mais confiáveis.  No entanto, ele ainda enfrentava alguns opositores remanescentes no país, principalmente ex-senhores da guerra da Primeira Guerra Civil da Libéria, que haviam mantido parte de suas forças para se protegerem de Ghankay Taylor. Seu rival doméstico mais importante no início de 1998 era Roosevelt Johnson, um líder krahn e ex-comandante do Movimento Unido de Libertação da Libéria para a Democracia (em inglês:  United Liberation Movement of Liberia for Democracy, ULIMO). Embora Ghankay Taylor o nomeasse ministro do Desenvolvimento Rural, Johnson continuava sendo uma ameaça porque ainda possuía centenas de seguidores armados que permaneceram em Monróvia. Protegido pelas forças de manutenção da paz nigerianas do ECOMOG, Johnson, seus homens e suas famílias (principalmente da etnia krahn) moravam em um complexo de apartamentos fortificado de um quarteirão no centro da capital, que foi apelidado de "Camp Johnson Road". 

## História

### Confrontos

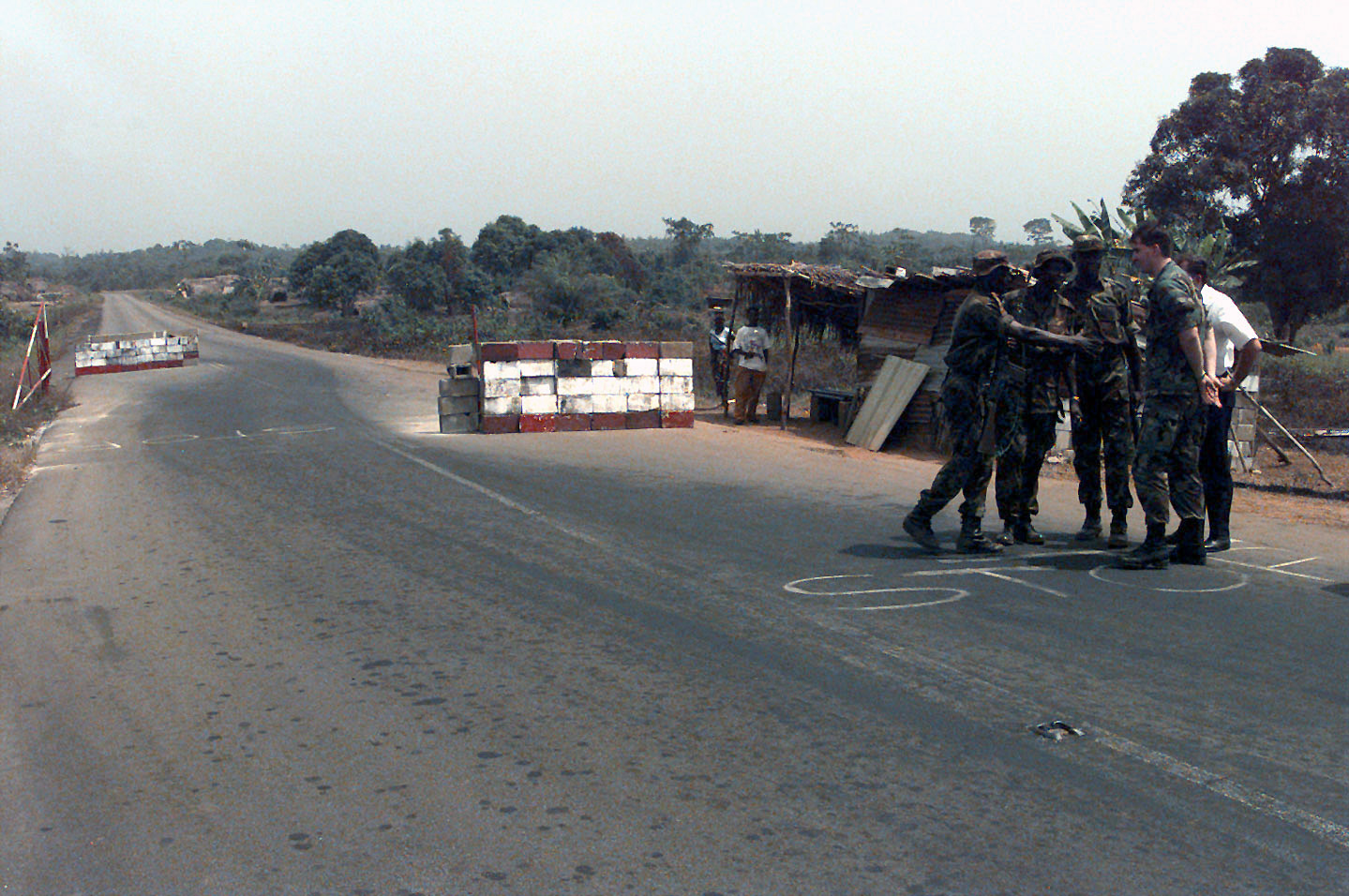
Um posto de controle das forças de manutenção da paz nigeriana do ECOMOG na estrada entre Monróvia e o Aeroporto Internacional Roberts. Os nigerianos foram cruciais para a proteção de Roosevelt Johnson; depois que se retiraram, seus partidários na capital da Libéria seriam expurgados.

Os primeiros confrontos entre os partidários de Ghankay Taylor e de Johnson ocorreram em fevereiro de 1998, depois que Johnson viajou para a Nigéria e se encontrou com o presidente Sani Abacha.  Ghankay Taylor, que de modo geral era extremamente hostil em relação à Nigéria e ressentia sua influência sobre a África Ocidental  acreditava que a viagem de Johnson indicava que seu rival e o governo da Nigéria conspiravam para derrubá-lo. Assim, quando Johnson voltou mais tarde naquele mês, o temido Serviço Especial de Segurança (em inglês:  Special Security Service, SSS) de Benjamin Yeaten chegou ao Aeroporto Internacional Roberts para prendê-lo. Os guardas do ex-senhor da guerra reagiram, no entanto, e por fim Johnson teve que ser conduzido de volta para Monróvia protegido pelas forças de manutenção da paz nigerianas fortemente armadas. O SSS atacaria novamente os partidários de Johnson em março, enquanto este viajava para os Estados Unidos para tratamento médico. Ghankay Taylor mais uma vez acreditou que a viagem de seu rival era, na realidade, uma tentativa de conspiração contra seu governo.  O governo dos Estados Unidos, no entanto, tinha pouco interesse em se envolver nas disputas entre os dois políticos liberianos, uma vez que desconfiava de ambos.  Em 6 de junho, seis membros da facção de Johnson foram presos pelas forças de segurança no Aeroporto Internacional Roberts e "desaparecidos".
Posteriormente, no entanto, as forças de paz nigerianas foram retiradas da Libéria, deixando Johnson sem sua proteção internacional. Em 18 de setembro de 1998, os partidários de Ghankay Taylor finalmente fizeram sua ação para expurgar completamente Johnson e seus adeptos da capital, embora oficialmente eles deveriam apenas "desarmá-los".  Mais de cem paramilitares da Divisão de Operação Especial e da Executive Mansion Special Security Unit  atacaram Camp Johnson Road a partir de dois lados.  As duas unidades, comandadas por Yeaten e pelo filho de Charles Ghankay Taylor, Chucky, respectivamente visavam destruir completamente qualquer oposição e dispararam contra o composto com armas automáticas e RPGs, negligenciando os civis que viviam em Camp Johnson Road. Embora os defensores revidassem, "não foram páreos para as forças bem-treinadas e ferozmente leais de Ghankay Taylor".  Os homens de Johnson apelaram a embaixada dos Estados Unidos, pedindo-lhes que enviassem ajuda sob a forma de forças de paz restantes na cidade, mas esses pedidos foram ignorados. Os combates duraram toda a noite, e no início de 19 de setembro, os partidários de Johnson foram removidos do composto; quase todos os defensores, cerca de trezentos, morreram junto com dezenas de civis. 

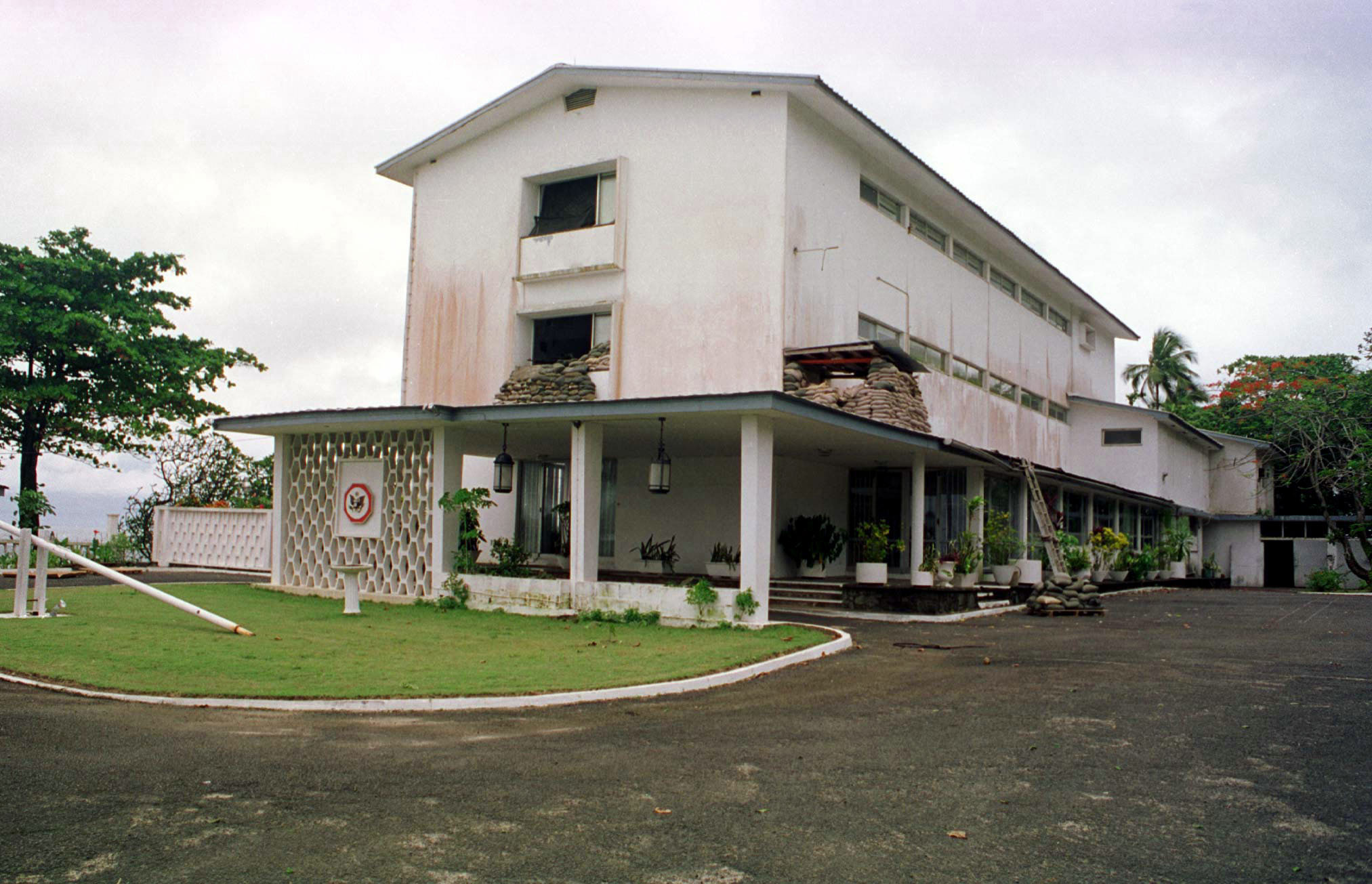
Embaixada dos Estados Unidos em Monrovia.

Roosevelt Johnson, no entanto, tinha conseguido escapar por entre as linhas dos atacantes durante o caos da batalha. Com alguns seguidores sobreviventes, conseguiu chegar a embaixada dos Estados Unidos na esperança de obter proteção ali. Quando o pequeno grupo chegou aos portões da embaixada, seus perseguidores os alcançaram e um tiroteio se seguiu. Inicialmente, os guardas estadunidenses presentes recusaram-se a permitir que os homens de Johnson adentrassem, mas como ficou claro que eles estavam prestes a serem mortos, os agentes de segurança estadunidenses permitiram que, pelo menos, buscassem abrigo atrás de um muro que protegia a entrada da embaixada. Num primeiro momento, os homens de Ghankay Taylor hesitaram em atacar a embaixada, mas, depois, o chefe de polícia de Ghankay Taylor ordenou aos paramilitares "ir buscá-los". Os partidários de Ghankay  Taylor atiraram, matando quatro dos seguidores de Johnson, enquanto os outros fugiram para o complexo da embaixada.  Os combatentes do governo da Libéria então tentaram atacar a área de controle de segurança do portão principal da embaixada, disparando indiscriminadamente suas armas na tentativa de matar Johnson que fugiu. Dois norte-americanos foram feridos no tiroteio, um funcionário do Departamento de Estado e um contratado,  fazendo com que os guardas estadunidenses revidassem atirando; matando dois dos atacantes. Isso induziu um dos combatentes de Ghankay Taylor a atirar com uma RPG na embaixada, mas errou e o projétil caiu no oceano. Quando se tornou evidente para as forças de segurança liberianas que não poderiam expulsar Johnson da embaixada, o ataque cessou.

### Distúrbios e massacres
Após a derrota da facção armada de Johnson, as forças de segurança liberianas realizaram uma série de assassínios em massa, matando pelo menos centenas, possivelmente até mais de mil civis krahns em Monróvia. Segundo supostas testemunhas oculares, os soldados do governo cometeram massacres na Igreja de St. Thomas, perto de Camp Johnson Road, e nos centros de refugiados no prédio do antigo Ministério das Obras Públicas, bem como no antigo edifício do Ministério dos Assuntos Internos, onde "atiraram e abaionetaram centenas de pessoas". O Matadi Housing Estate, ocupado principalmente por krahns, foi saqueado, com as mulheres sendo estupradas e os homens sequestrados e depois baleados. Onze oficiais militares krans também foram executados. Por vezes, as milícias governamentais assassinaram suas vítimas em plena luz do dia na frente da embaixada dos Estados Unidos.

## Consequências
Os Estados Unidos posteriormente evacuaram metade dos funcionários da embaixada e implantaram um pequeno grupo de SEALs da Marinha como força de proteção adicional. O governo dos Estados Unidos recusou-se a entregar Johnson para Ghankay Taylor, sabendo que ele não receberia um julgamento justo. Um impasse se seguiu, que durou cerca de uma semana, até que Johnson e seus partidários sobreviventes foram evacuados pelos Estados Unidos para o Gana.  O governo Estados Unidos, em seguida, exigiu um pedido de desculpas do governo liberiano pelo ataque à embaixada e também solicitou uma investigação das Nações Unidas. Ghankay Taylor posteriormente se desculpou pelo incidente em novembro de 1998.
Os assassinatos em massa após os confrontos levaram centenas de krahns a fugirem do país; alguns desses exilados, nomeadamente ex-combatentes da ULIMO, acabariam iniciando uma insurgência contra Ghankay Taylor que escalaria para a Segunda Guerra Civil da Libéria.
Os confrontos em Monróvia também marcaram a primeira ação militar da unidade de Chucky Taylor, então conhecida como Executive Mansion Special Security Unit. Mais tarde, transformou-se na Unidade Antiterrorista, que tornaria-se uma das milícias governamentais mais brutais e temidas durante a segunda guerra civil.